# 屠呦呦
屠呦呦（1930年12月30日—），浙江宁波人，中國共產黨黨員，中国中医科学院终身研究员兼首席研究员，中國中醫科學院中藥研究所青蒿素研究中心主任，博士研究生导师，抗疟药青蒿素和双氢青蒿素的发现者。这些抗疟药为亚洲南部、非洲和南美洲等热带发展中国家的人改善了健康状况，是20世纪热带医学的显著突破。
2011年9月，屠呦呦获得该年度的临床医学界最高奖项拉斯克临床医学研究奖，成为首位问鼎该奖的中国人。2015年10月5日，屠呦呦因在研制青蒿素等抗疟药方面的卓越贡献，与威廉·C·坎贝尔、大村智共同被诺奖委员会授予该年度诺贝尔生理学或医学奖，以表彰“三人发展出針對一些最具毁灭性的寄生虫疾病具有革命性作用的疗法”，屠呦呦独享其中一半獎金。她是歷史上第三位因瘧疾研究獲獎的人、首位華人諾貝爾生理學或醫學獎獲獎者、亚洲第二位及首位華人女性自然科学类诺贝尔奖得主，也是首位接受中华人民共和国高等教育且在中国大陆进行研究工作的自然科学类诺贝尔奖得主，以及第十一位拉斯克临床医学奖和诺贝尔生理学或医学奖双得主。2017年1月9日，中华人民共和国国务院将2016年度中国大陆科学界最高荣誉国家最高科学技术奖授予赵忠贤院士与屠呦呦研究员两位科学家。屠呦呦由此成为第一位获得国家最高科学技术奖的女性获奖者和非两院院士获奖者。

## 生平
屠呦呦出生于1930年12月30日。其家族專治《詩經》，以一經傳家，於是父亲便以《詩經》為自己的孩子起名“呦呦”，源自《诗经》中的诗句“呦呦鹿鸣，食野之苹……呦呦鹿鸣，食野之蒿……呦呦鹿鸣，食野之芩……”。幼年居住于舅舅姚庆三位于开明街26号的居所内。該住所後來稱為屠呦呦故居，並於2015年12月8日入選第一批宁波市历史建筑。
1948年春，屠呦呦进入效实中学学习，1950年转入宁波中学并于1951年毕业。

在中医研究院中药研究所任研究实习员的屠呦呦与老师楼之岑副教授一起研究中药。

1951年，屠呦呦考入北京大学医学院，在北大医学院药学系生药专业学习。1955年，毕业于北京医学院。毕业后曾培训中医两年半，并被分配到卫生部直属的中医研究院中药研究所工作。1980年聘硕士生导师，2001年聘为博士生导师。多年从事中药和中西药结合研究，突出贡献是创新型抗疟药，即青蒿素和双氢青蒿素。2011年9月，获得被誉为诺贝尔奖风向标的拉斯克临床医学奖。这是中国大陸生物医学界截至当年所获得的世界级最高级大奖。2015年10月，获诺贝尔医学奖。现为中国中医科学院的首席科学家。2025年當選美國國家科學院外籍院士。

## 貢獻
1969年1月，屠呦呦被任命为国务院总理周恩来组建的北京中药研究所523项目组的组长，负责领导对传统中医药文献和配方的搜寻与整理。屠呦呦以及她的工作團隊希望在中國傳統醫學中尋找對抗瘧疾的物質，他们查閱大量古代醫學典籍，察訪民間藥方，拜訪各地在世的老中醫，選出約2千個有關對抗瘧疾的藥方，篩選後集中針對200種中草藥的380個可能藥方研究，最终锁定从青蒿中提取抗疟疾药 。
初期的提取有效成分失败，因为当时的中药方剂都需要煎煮，而高温会破坏所有的青蒿素。后屠呦呦等人在由中国晋代（340年）葛洪的《肘后备急方》中发现与后来使用煎煮法不同的服药方法：“青蒿一握，以水二升渍，绞取汁，尽服之”，獲得靈感，进而用乙醚萃取黄花蒿，经过一系列纯化，获得青蒿素。
屠呦呦刚参加“五二三项目”时，曾離開獨自前往海南，因為當時女儿還小，回來時女兒已不認得，丈夫正在五七干校劳动改造，她为项目的成功付出了不少的心血。青蒿素抗疟疾效果极佳，但单一使用容易造成抗药性。1990年代，诺华公司以青蒿素為基礎制成複方藥物，被世界衛生組織列入「基本藥品」目錄，成為瘧疾的標準治療方案，推薦在全世界應用。青蒿素挽救了數百萬名瘧疾患者的生命。

## 評议
中國中醫科學院首席研究員李連達接受採訪時表示，「青蒿素是誰先發現的」曾引發爭議，但屠呦呦提出「用乙醚提取」的方式，被認為是當時發現青蒿粗提物有效性的關鍵，但因為一直被認為難以確認成果歸屬，加之当时中国大陸不太肯定个人的贡献，屠呦呦的貢獻在中國大陸四十年都沒得到公認，但屠呦呦並未在意，其研究從未間斷。屠呦呦說：「青蒿素的發現是中國傳統醫學給人類的一份禮物。」
屠呦呦几次被提名参选院士，都没有被选上，一直是“三无教授”（无博士学位、无海外留学经历、无两院院士头衔），她获得大奖之后，引发社会对于中国大陸学术评价体制的讨论。在獲諾貝爾獎之前，她早在1978年就出席了中华人民共和国全国科学大会，获中华人民共和国全国科学大会奖，于1979年获中华人民共和国国家发明奖二等奖，同時被任命为中国中医科学院的首席科学家。但仍然有部分媒体认为中国大陸刻意忽视了她的研究成果，且部分学者认为屠呦呦在中国大陸名氣不大，认为她的研究成果是「牆裡開花牆外香」。

## 獲獎紀錄
- 1978年：出席全国科学大会，获全国科学大会奖[30]。
- 1979年：获国家发明奖二等奖。
- 2003年：泰国玛希顿皇家医学贡献奖。
- 2009年：第三届中国中医科学院唐氏中药发展奖。
- 2011年：葛兰素史克生命科学杰出成就奖[36]。
- 2011年：拉斯克奖临床医学奖[37]。
- 2011年：中国中医科学院杰出贡献奖，奖金人民币100万元[38]。
- 2012年：中国全国三八红旗手标兵[39]。
- 2015年：哈佛大学医学院的华伦阿尔波特奖（英语：Warren Alpert Foundation Prize）[40][41]。
- 2015年：诺贝尔生理学或医学奖[42]，与威廉·C·坎贝尔、大村智共同获得。颁奖词为：「三人发展出針對一些最具毁灭性的寄生虫疾病，具有革命性作用的疗法」。（屠呦呦因为抗击疟疾的贡献获一半奖金，威廉·C·坎贝尔和大村智因为抗击蟠尾丝虫症的贡献分享另一半奖金[43][42]。她也是繼1902年獲獎的羅納德·羅斯、1907年獲獎的夏爾·路易·阿方斯·拉韋朗之後，歷史上第3位因瘧疾研究獲獎的人[44][45]）。
- 2016年：中国中央电视台《感动中国》2015年度人物[46]。
- 2016年：全国优秀共产党员[47]。
- 2017年：2016年度国家最高科学技术奖[48]。
- 2019年初，英国广播公司发起“20世纪最具标志性人物”票选活动，在1月14日公布的“科学家篇”名单中，屠呦呦与瑪麗·居禮、爱因斯坦、图灵三人一起并列为科学领域的候选人。[49]
- 2019年9月17日，由中华人民共和国主席习近平根据第十三届全国人民代表大会常务委员会第十三次会议的决定颁发主席令，授予共和国勋章[50]。
- 2019年10月22日，联合国教科文组织公布2019年度联合国教科文组织-赤道几内亚国际生命科学研究奖获奖名单，共3人获奖，其中包括屠呦呦。
- 2025年：美国国家科学院外籍院士[51]

### 领取諾貝爾獎
屠呦呦获得诺奖的消息公布之后，國務院總理李克強致函祝賀，其本人也发表了获奖感言。2015年12月4日，屠呦呦乘坐飞机，前往瑞典领取诺贝尔奖，国家卫计委副主任王国强等前往送机，卡罗林斯卡学院院长兰达、诺奖参赞威克斯亲往机场迎接。但是，当时正在贵宾候机室等待的屠呦呦走普通通道登机，与使用贵宾通道的记者和其他领导避开。12月5日，诺贝尔基金会举行新闻发布会宣布，屠呦呦已经于近日抵达瑞典，并开始她的诺奖之旅。在家人陪同下，屠呦呦于12月6日上午参观诺贝尔博物馆，下午抵达诺奖评委会并接受中外记者采访。12月7日，屠呦呦在家人陪同下，在卡罗林斯卡学院用中文做题为《青蒿素的发现——中国传统医学对世界的礼物》的演讲，由翻译进行同声传译。因身体缘故，屠呦呦在瑞典期间，临时取消了预定的几项活动。此前，诺奖委员会考虑屠呦呦的身体状况，尽量精简了其在诺奖周的活动安排。在颁奖典礼上，屠呦呦坐在场内的8号坐席。她于12月13日晚上乘坐中国国际航空CA912航班返回北京。
同年12月18日，微軟創辦人比尔·盖茨將「屠呦呦等人獲得諾貝爾獎」列入個人發表的「2015年6大好消息」（The Top 6 Good-News Stories of 2015）之一。

### 小行星命名
国际天文学联合会（IAU）小行星中心在2015年12月25日出版的第96939-97570号公报中宣布，第31230号小行星被命名为“屠呦呦星”，以表彰其做出的贡献。

## 家庭

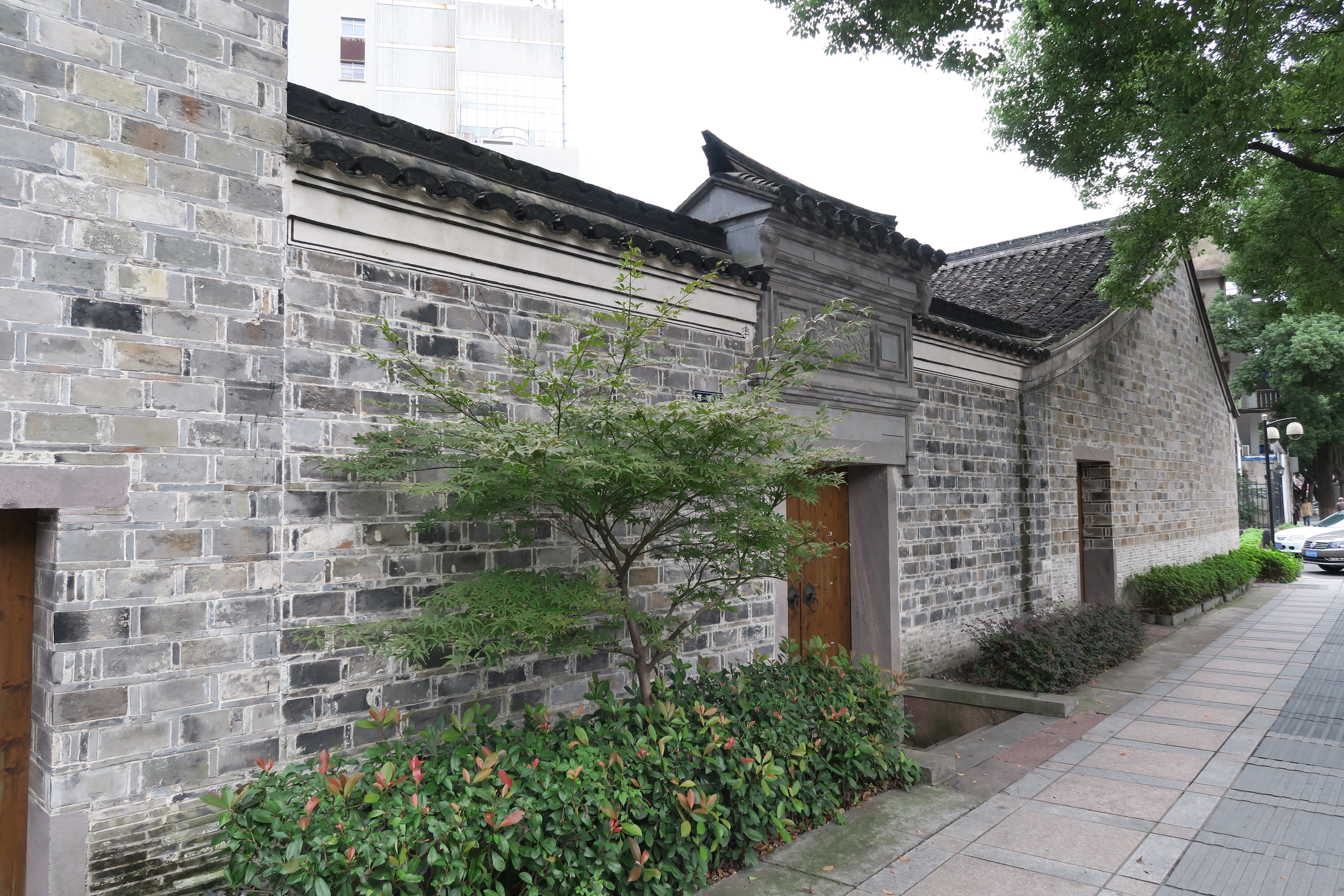
屠呦呦曾生活过的宁波莲桥街姚宅

屠呦呦父系出自人数很少但为浙东望族的甬上屠氏。该家族明清时期高官大儒辈出，如明吏部尚书屠滽、左都御史屠侨、应天巡抚屠大山、万历大名士屠隆，清兵部汉尚书屠粹忠等。屠呦呦是屠家三房屠子良的后代，八世祖屠伦、九世祖屠大纪都为明朝生员。屠氏在明代治《易经》和《诗经》，而屠呦呦的名字亦出自诗经。屠呦呦曾祖屠宗年，清朝武官，湄云舰管带；祖父屠用悆，清朝生员。屠呦呦母系出自慈溪姚氏，是明靖难元勋荣国公姚广孝之兄姚广仁之后，屠呦呦外祖父姚詠白曾掌中华民国国库，是首任财政部国库司司长、中央银行常务理事，舅舅姚庆三也是杰出财政金融家。屠呦呦自小在舅舅家长大。
屠呦呦的丈夫李廷钊在北京的钢铁研究院工作，曾获评教授级高级工程师。李廷钊是屠呦呦在宁波效实中学的同学，曾留学苏联。两人有两个女儿，大女儿在英国剑桥大学做行政教务工作，小女儿生活在北京。